# Apogeo

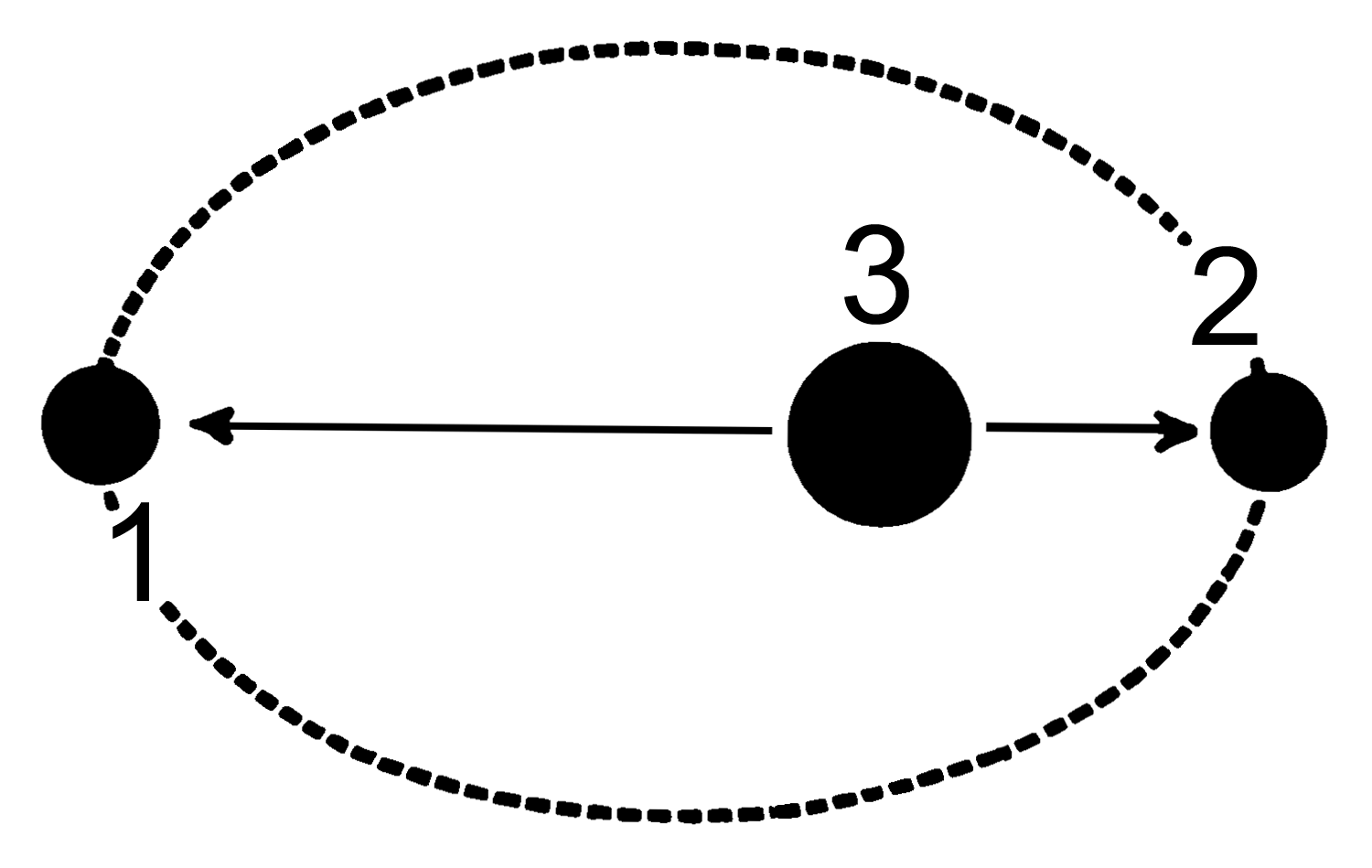
Esquema de la órbita de un cuerpo alrededor de un planeta (3). El punto 1 es el apogeo y el punto 2 el perigeo.

Apogeo (del griego ἀπό 'aparte, lejos de' y γεω- 'terrestre, relativo al planeta Tierra') es el punto en una órbita elíptica alrededor de la Tierra en el que un cuerpo se encuentra más alejado del centro de esta. El punto orbital opuesto, el más cercano, se llama perigeo.
Un cuerpo en órbita elíptica alrededor de otro de mayor masa se mueve a la mínima velocidad orbital cuando se encuentra en su apoastro (apogeo para un cuerpo en órbita alrededor de la Tierra) y a la máxima velocidad orbital cuando se encuentra en su periastro (perigeo para un cuerpo en órbita alrededor de la Tierra) debido a que, según la segunda ley de Kepler, en su recorrido por la elipse el cuerpo barre áreas iguales en tiempos iguales.